# Piešťany
Piešťany (in tedesco Pistyan, in ungherese Pöstyén) è una città della Slovacchia, capoluogo del distretto omonimo, nella regione di Trnava. Situata sul fiume Váh, sorge a circa 75 km a nord-est di Bratislava.
È la principale stazione termale della Slovacchia.
Vi si sono tenuti i Campionati mondiali di scherma 1938.